# Vĩ cầm 5 dây

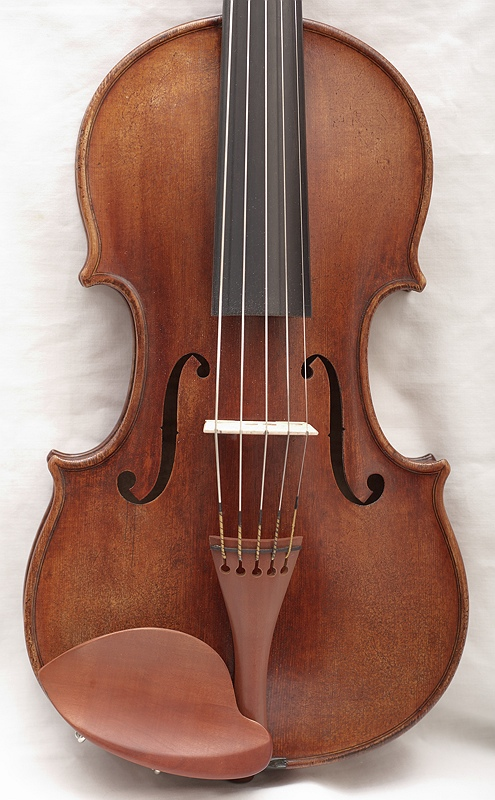
Một cây vĩ cầm năm dây có cấu trúc tương tự như một cây đàn vĩ cầm truyền thống.

Vĩ cầm năm dây là một loại vĩ cầm biến thể với một dây phụ có cao độ thấp hơn phạm vi thông thường của 1 cây vĩ cầm truyền thống. Ngoài các dây Sol, Rê, La và Mi của một cây vĩ cầm tiêu chuẩn, một cây vĩ cầm năm dây thường bao gồm một dây Đô thấp hơn. Violon có 6 dây trở lên tồn tại cũng khá nhiều, khi chúng có thêm vào Fa thấp, Si giáng trưởng thấp, Mi giáng trưởng thấp, còn Vĩ cầm Soprano thì có thể là dây La cao (đôi khi là Si cao).
Đàn violin năm dây được tạo ra như một giải pháp cho những người chơi ngẫu hứng và muốn trải nghiệm, cho phép các nhạc sĩ kết hợp các dải cao độ của 2 đàn violin và viola cùng lúc. Bobby Hicks, một nghệ sĩ chơi đàn bluegrass nổi tiếng, đã phổ biến loại vĩ cầm năm dây vào năm 1963 khi lần đầu tiên ông trình diễn trong buổi biểu diễn ở Las Vegas. Do giới hạn về kích thước của một cây vĩ cầm năm dây, dây Đô thấp thường tạo ra tiếng vang nhẹ hơn một chút so với các dây khác. Viola năm dây cũng tồn tại, với các dây được điều chỉnh giống nhau khi thêm vào Mi cao nhưng nó không phát ra âm thanh rè và tiếng có phần trong hơn. Người chơi có khả năng sẽ có thể khắc phục những thiếu sót này bằng kỹ thuật và các nhạc cụ điện hiện đại, loại bỏ những vấn đề này với lợi ích của việc khuếch đại âm thanh. Một số nhà sáng chế cũng tạo ra các công cụ giải quyết vấn đề bằng cách điều chỉnh kích thước của thiết bị, nhưng thường là hiếm có.

## Cấu trúc
Các thành phần cấu tạo nên một cây vĩ cầm năm dây rất giống với những thành phần cấu tạo nên một cây vĩ cầm truyền thống. Các dây thường được điều chỉnh theo các cao độ sau, được ký hiệu theo cao độ khoa học: C3, G3, D4, A4 và E5. Hình dạng của thân và cổ của một cây đàn vĩ cầm năm dây cũng gần giống với một cây đàn vĩ cầm truyền thống. Thân đàn có thể rộng hơn và sâu hơn một chút để cải thiện độ cộng hưởng của dây Đô, mặc dù về kích thước đàn vẫn nhỏ hơn viola. Đàn có một pegbox (bộ phận giữ và vặn dây đàn) lớn hơn để chứa dây thứ năm.

## Sử dụng
Violin năm dây xuất sắc trong các phong cách âm nhạc ngẫu hứng vì phạm vi âm thanh rộng và tính linh hoạt của chúng. Đàn được sử dụng phổ biến nhất trong nhạc đồng quê, swing và nhạc jazz. Người sử dụng nhạc cụ này ưa thích khả năng chơi các bản nhạc được viết cho violin hoặc viola cũng như các bản nhạc mới và hiện đại có sử dụng phạm vi kết hợp của các nhạc cụ đó.

## Hình ảnh

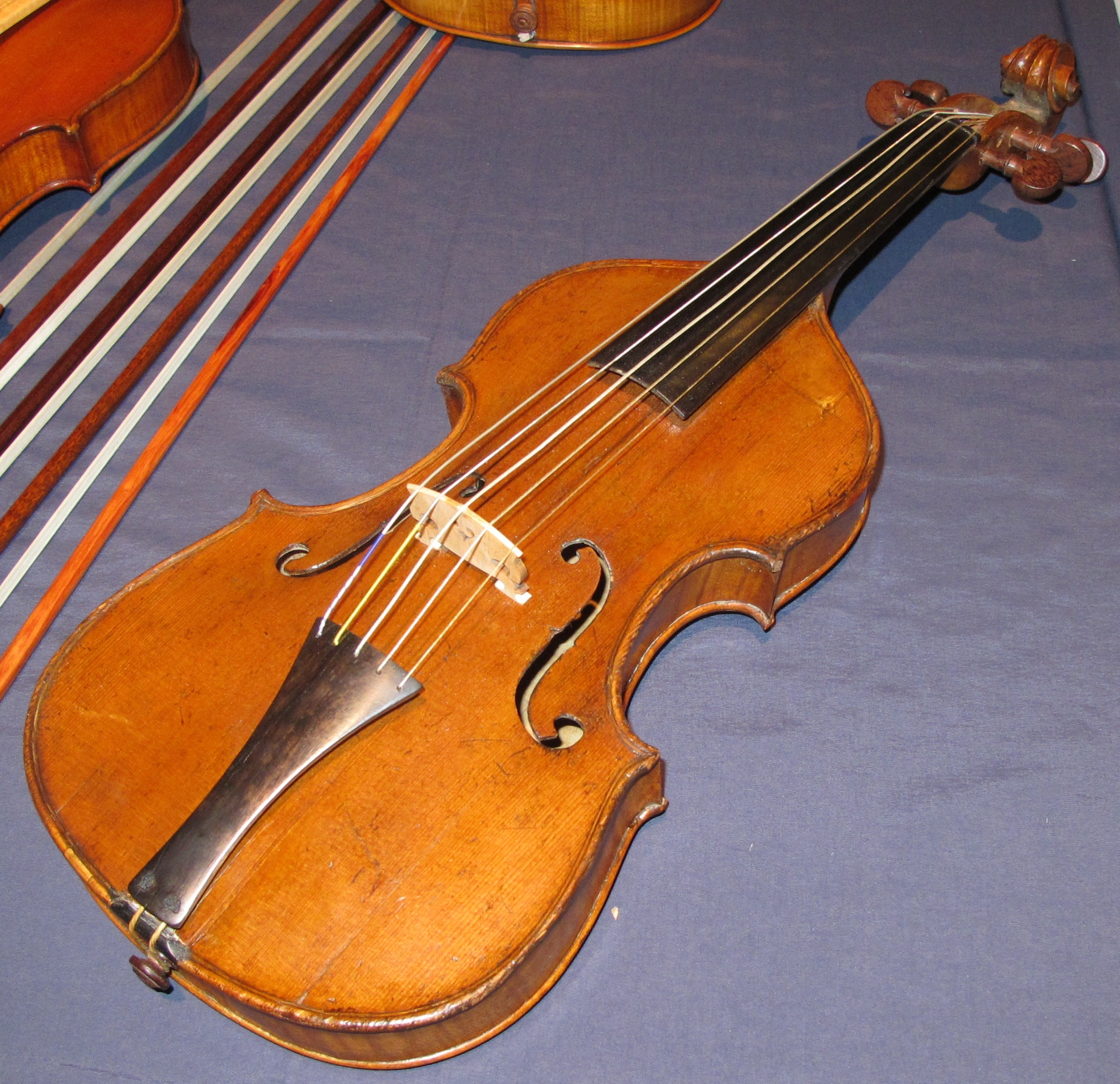
Đàn vĩ cầm 5 dây cổ
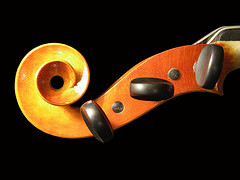
Cấu tạo pegbox của một đàn vĩ cầm 5 dây